# Danny Boffin
Daniel Edouward Boffin (Sint-Truiden, 1965. július 10. –) belga válogatott labdarúgó.
A belga válogatott tagjaként részt vett az 1994-es, az 1998-as világbajnokságon és a 2002-es világbajnokságon.

## Sikerei, díjai
RFC Liège
- Belga kupa (1): 1989–90

Anderlecht
- Belga bajnok (3): 1992–93, 1993–94, 1994–95
- Belga kupa (1): 1993–94
- Belga szuperkupa (4): 1991, 1993, 1994, 1995